# Pyramidelloides
Pyramidelloides is een geslacht van weekdieren uit de klasse van de Gastropoda (slakken).

## Soorten
- Pyramidelloides angulata (Jickeli, 1882)
- Pyramidelloides angustus (Hedley, 1898)
- Pyramidelloides baculumpastoris (Melvill & Standen, 1896)
- Pyramidelloides barbadensis Moolenbeek & Faber, 1992
- Pyramidelloides carinatus (Mörch, 1876)
- Pyramidelloides glaber Faber, 1990
- Pyramidelloides gracilis (Garrett, 1873)
- Pyramidelloides minutus (Turton, 1932)
- Pyramidelloides mirandus (A. Adams, 1861)
- Pyramidelloides multicostatus Faber, 1990
- Pyramidelloides pagoda (Powell, 1926)
- Pyramidelloides suteri (W. R. B. Oliver, 1915)
- Pyramidelloides tosaensis Habe, 1961
- Pyramidelloides triliratus (de Folin, 1873)
- Pyramidelloides viticula Laseron, 1956